# عاطف عبد الحميد
عاطف عبد الحميد مصطفى هو محافظ القاهرة السابق من 7 سبتمبر 2016 حتى 30 أغسطس 2018، وشغل سابقاً منصب وزير النقل والمواصلات في حكومتي أحمد شفيق وعصام شرف. تخرج من الكلية الفنية العسكرية عام 1967، وألحق بالقوات الجوية المصرية. عندما أصبح أحمد شفيق وزيرًا للطيران المدني، اختاره ليصبح رئيسًا لمجلس إدارة شركة مصر للطيران، كما عيّنه وزيرًا للنقل والمواصلات في وزارته، وبقى في هذا المنصب في وزارة عصام شرف، وخلفه في المنصب علي زين العابدين هيكل، وتم بعدها اختياره ليكون رئيساً لمجلس إدارة الشركة المصرية للأملاح والمعادن بالفيوم «أميسال». وعقب تعيينه محافظاً للقاهرة أثيرت أقاويل حول خضوعه للتحقيق من قبل جهاز الكسب غير المشروع في عام 2013 أثناء حكم جماعة الإخوان المسلمين لمسائلته حول مبالغ حصل عليها كأرباح من شركة مصر لخدمات الطيران، وقيامه بسداد تلك المبالغ. إلا أن محافظة القاهرة نفت واقعة سداد المحافظ أي مبالغ للجهاز نهائياً، وأن الأمر ينحصر في بلاغ كيدي لنيابة الأموال العامة تم حفظه لاستبعاد شبهة جرائم العدوان على المال العام.